# Wojna libańska
Wojna libańska 1982–1985 (hebr. ‏מלחמת לְבָנוֹן‎, Milchemet Lewanon; arab. ‏الاجتياح‎, Al-Idżtiah) nazywana przez Izrael operacją „Pokój dla Galilei” (hebr. ‏ מבצע שלום הגליל‎, lub מבצע של"ג; Miwca Szalom HaGalil lub Miwca Szeleg; później przyjęto nazwę I wojna libańska) rozpoczęła się 6 czerwca 1982 roku, od izraelskiej inwazji na południowy Liban. Rząd Izraela jako usprawiedliwienie agresji przedstawił ją jako odwet za nieudany zamach na izraelskiego ambasadora Szelomo Argowa w Londynie (4 czerwca 1982). Zamach przeprowadziła Organizacja Abu Nidala z Libanu.
Izraelczycy rozbili siły OWP, wojska syryjskie i muzułmańskie oddziały libańskie, po czym otoczyli Bejrut. Dalsze starcia doprowadziły do eskalacji wojny domowej w Libanie, w którą zaangażowały się międzynarodowe siły pokojowe, Druzowie, Islamski Dżihad, Hezbollah oraz Partia Pracujących Kurdystanu po ewakuacji z Turcji. Wojna zakończyła się w wyniku zawartego porozumienia, 10 czerwca 1985 na mocy którego wojska izraelskie wycofały się z Libanu. Jednak starcia w przygranicznej strefie bezpieczeństwa trwały jeszcze do połowy roku 2000.

## Wprowadzenie
Po powstaniu państwa żydowskiego w Palestynie w 1948, żadne arabskie państwo nie uznało jego istnienia. Arabowie podjęli wówczas próbę zniszczenia Izraela, decydując się na I wojnę izraelsko-arabską, której konsekwencją były kolejne wojny.
Łączną liczbę uchodźców w 1948 szacuje się na ok. 750 000 osób, z których 100 000 znalazło schronienie w Libanie. Państwa arabskie uniemożliwiały Palestyńczykom absorpcję na swoim terytorium, wykorzystując ich niezadowolenie do wywierania nieustannego nacisku na Izrael. W licznych obozach uchodźców powstawały komórki nielegalnie działających organizacji terrorystycznych, których działalność okresowo uzyskiwała akceptację i wsparcie ze strony różnych arabskich rządów. Jedną z najważniejszych palestyńskich organizacji terrorystycznych była Organizacja Wyzwolenia Palestyny (OWP). Początkowo koncentrowała ona swoją działalność w Jordanii, jednak od 1968 rozpoczęła zakładanie swoich baz na południowo-zachodnich stokach góry Hermon w południowym Libanie. Rząd libański w pełni akceptował obecność palestyńskich terrorystów i popierał ich międzynarodową działalność terrorystyczną.
Izraelska armia przeprowadzała odwetowe akcje. Między innymi 28 grudnia 1968 izraelscy komandosi przeprowadzili desant z helikopterów na międzynarodowym lotnisku w Bejrucie. Sposobem ukarania Libańczyków za wspieranie palestyńskiego terroryzmu było wysadzenie 13 samolotów pasażerskich Lebanese Middle East Airline.

### Wzrost wpływów OWP
W 1969 Organizacja Wyzwolenia Palestyny umocniła swoje pozycje na południowo-zachodnich stokach góry Hermon. Bazy szkoleniowe były połączone liniami komunikacyjnymi z wioskami zaopatrzeniowymi. A na granicy z Izraelem umieszczono punkty obserwacyjne, ukryte w niedostępnej górzystej okolicy. W ten sposób powstało swoiste państwo w państwie, nazywane „Fatahland” (od nazwy Al-Fatah, który odgrywał dominującą rolę w OWP). Palestyńczycy stopniowo przejmowali kontrolę nad południowym Libanem, dążąc do coraz większego zaangażowania się w libańskie życie polityczne i wywołania nowej wojny izraelsko-arabskiej, licząc na zniszczenie Izraela. Jasir Arafat osobiście koordynował ataki przeciwko Izraelowi. W samym tylko 1969 palestyńscy terroryści przeprowadzili z południowego Libanu 97 akcji zbrojnych na terytorium Izraela.
Groźba izraelskiego odwetu wywołała zaniepokojenie libańskiego rządu, który skierował na południe Libanu armię. Doszło wówczas do krwawych walk palestyńsko-libańskich i poważnego kryzysu politycznego. W październiku 1969 doszło w Kairze do zawarcia tajnego porozumienia pomiędzy rządem Libanu i przedstawicielami Organizacji Wyzwolenia Palestyny. Palestyńczycy uznali zwierzchność rządu libańskiego nad „Fatahlandem”, w zamian otrzymali zgodę na swobodne działania swoich sił na południu Libanu. W ten sposób rząd libański zezwolił na wykorzystanie swojego terytorium do prowadzenia działalności terrorystycznej przeciwko Izraelowi.
W Libanie nastąpiła jednak wyraźna polaryzacja społeczeństwa na dwie grupy: muzułmańską i chrześcijańską. Stało się to zarzewiem przyszłej wojny domowej, ponieważ rządzące w Libanie elity chrześcijańskie nie przyznały Palestyńczykom praw obywatelskich.

### Usunięcie OWP z Jordanii
We wrześniu 1970 Organizacja Wyzwolenia Palestyny podjęła próbę przejęcia władzy w Jordanii. Jordański król Husajn I ogłosił stan wojenny i skierował przeciwko Palestyńczykom armię. W walkach, określonych następnie mianem Czarnego Września, zginęło 3 tys. osób. 31 października 1970 Jaser Arafat podpisał ugodę zwracając wszystkie prawa królowi Jordanii. Arafat zgodził się na likwidację wszystkich obozów szkoleniowych OWP w Jordanii, zabraniając swoim członkom noszenia broni. W rezultacie ok. 300 tys. palestyńskich uchodźców wyjechało z Jordanii, osiedlając się w większości w Libanie.
Nastąpiła wówczas znaczna rozbudowa infrastruktury „Fatahlandu” w Libanie. W obozach szkoleniowych na granicy z Izraelem znajdowało się ok. 15 tys. uzbrojonych ludzi. Korzystając z pomocy radzieckich ekspertów szkolono tam terrorystów z Czerwonych Brygad, Frakcji Czerwonej Armii i innych.
OWP dysponowało rocznym budżetem 400 mln $ (od państw Zatoki Perskiej) i dzięki temu stworzono cały system opieki społecznej ze szpitalami i przychodniami lekarskimi. Tworzono palestyńskie przedsiębiorstwa, agencje prasowe, urzędy pocztowe, banki i rozgłośnie radiowe. Główna kwatera OWP znajdowała się w Dolinie Bekaa i w zachodniej części Bejrutu.

### Wzrost wewnętrznego napięcia
W 1972 zaczęła się komplikować sytuacja wewnętrzna w Libanie. Zwalczające się ugrupowania polityczne zaczęły tworzyć własne milicje, które miały służyć samoobronie. We wszystkich grupach etniczno-religijnych społeczeństwa libańskiego narastały obawy przed coraz silniejszymi wpływami Organizacji Wyzwolenia Palestyny. W 1973 armia libańska podjęła próbę zbrojnego przejęcia kontroli nad południową częścią Libanu. Doszło do gwałtownych starć i wojska libańskie wycofały się na północ od rzeki Litani. W ten sposób OWP tylko umocniła swoją pozycję w Libanie.
Po klęsce państw arabskich w wojnie Jom Kipur w 1973 swoją aktywność zwiększyła Organizacja Wyzwolenia Palestyny w Libanie. Doszło do licznych ataków, podłożeń min lądowych, porwań i morderstw cywilów w Izraelu.

### Wybuch wojny domowej
13 kwietnia 1975 wybuchły ciężkie starcia we wschodnim Bejrucie, które rozpoczęły pierwszą fazę wojny domowej w Libanie. Konflikt rozpoczął się od zabójstwa propalestyńskiego parlamentarzysty libańskiego, Marufa Sada. Konflikt narósł, gdy członkowie Falang Libańskich zabili 27 Palestyńczyków jadących autobusem. W rezultacie starcia oddziałów OWP z chrześcijańskimi Falangami objęły swoim zasięgiem cały Bejrut. Słaby rząd libański nie interweniował. Zginęło ok. 600 osób. W 1976 walki stopniowo objęły terytorium całego Libanu, przyjmując postać najbardziej krwawych masakr i pogromów. W maju 1976 libański prezydent Sulajman Farandżijja zwrócił się do Izraela z prośbą o udzielenie pomocy wojskowej. Izrael zaczął wówczas dostarczać sprzęt wojskowy i amunicję do oddziałów chrześcijańskich maronitów. W czerwcu 1976 do Libanu wkroczyła syryjska armia, wymuszając na wszystkich stronach przyjęcie zawieszenia broni. Dodatkowo w październiku 1976 Liga Arabska wysłała do Libanu Arabskie Siły Odstraszające (Arab Deterrent Force), które miały nadzorować zawieszenie broni.
W odwecie na liczne palestyńskie ataki terrorystyczne, w marcu 1978 Siły Obronne Izraela zajęły na tydzień południowy Liban. Wycofując się pozostawiono strefę buforową, którą patrolowały oddziały chrześcijańskich milicji (Armia Wolnego Libanu, od maja 1980 Armia Południowego Libanu) – uzbrojone i szkolone przez Izrael. Dodatkowy nadzór nad granicą izraelsko-libańską sprawowały międzynarodowe siły UNIFIL.

### Zaostrzenie walk
W kwietniu 1981 oddziały chrześcijańskiej Armii Południowego Libanu przeprowadziły ofensywę próbując opanować Dolinę Bekaa i zmusić wojska syryjskie do opuszczenia Libanu. Podczas walk dowódca chrześcijańskich milicji Baszir al-Dżumajjil zwrócił się do Izraela o pomoc wojskową. W odpowiedzi izraelskie siły powietrzne wielokrotnie przeprowadziły bombardowania syryjskich pozycji oraz baz OWP w Dolinie Bekaa. Natomiast przeciwko chrześcijańskim falangom wystąpiły radykalne muzułmańskie organizacje. W rezultacie pomocy izraelskiej udzielonej Siłom Libańskim podczas oblężenia Zahle, atakujące miasto wojska syryjskie utraciły 2 śmigłowce i kilka wozów pancernych.
Dzięki międzynarodowej mediacji 24 lipca 1981 Philip Habib wynegocjował zawieszenie broni. Rozejm był jednak nieustannie łamany przez wszystkie strony konfliktu. Od sierpnia 1981 do maja 1982 doszło do 270 incydentów granicznych, w których zginęło 29 Izraelczyków, a ponad 300 zostało rannych. W ramach operacji odwetowych izraelskie wojska 2125 razy naruszyły przestrzeń powietrzną i 625 razy wody terytorialne Libanu.

### Zwrot ku wojnie
4 czerwca 1982 palestyński terrorysta z Organizacji Abu Nidala ciężko zranił ambasadora Izraela w Wielkiej Brytanii, Szelomo Argowa. Aresztowani terroryści pochodzili z Libanu, a dowody wskazywały na finansowanie operacji przez wywiad iracki.
4 i 5 czerwca izraelskie siły powietrzne przeprowadziły odwetowe bombardowanie baz OWP w południowym Libanie. Zginęło 45 ludzi, a 150 osób zostało rannych. Palestyńczycy odpowiedzieli z Libanu ostrzałem artyleryjskim przygranicznych wiosek na terytorium Izraela. Eskalacja przemocy była tak wielka, że 5 czerwca Rada Bezpieczeństwa ONZ pośpiesznie przyjęła Rezolucję nr 508 wzywającą do natychmiastowego przerwania działań zbrojnych na granicy izraelsko-libańskiej do godz. 6:00 rano 6 czerwca 1982. Jednak o owym czasie w izraelskich sztabach przygotowywano już plan błyskawicznej inwazji na Liban. Opracowany przez gen. Ariela Szarona plan wojny zakładał błyskawiczne zajęcie południowego Libanu i zniszczenie całej infrastruktury OWP.

## Zgromadzone siły

### Siły arabskie
Palestyńczycy dysponowali w Libanie ok. 15 tys. uzbrojonych ludzi, którzy działali w różnych zbrojnych formacjach wchodzących w skład Organizacji Wyzwolenia Palestyny. Z tej liczby ponad 6 tys. ludzi było rozmieszczonych w południowej części Libanu, na granicy z Izraelem. Z uzbrojenia posiadali 60 starych czołgów i ok. 200 dział artylerii. W trakcie walk ilość uzbrojenia wzrastała, głównie za przyczyną dostaw z Syrii. I tak siły palestyńskie wzrosły do ok. 300 starych czołgów, 150 pojazdów opancerzonych, 350 dział artylerii i 250 artylerii przeciwlotniczej. Palestyńczycy znajdujący się na południu Libanu byli skoncentrowani w tak zwanym „Trójkącie żelaznym”, pomiędzy wioskami Kana, Dir Amas, i Juya. W ich okolicy znajdowały się najważniejsze obozy uchodźców palestyńskich, w których działały bazy szkoleniowe OWP.
Armia syryjska stacjonująca na terytorium Libanu liczyła 22 tys. żołnierzy, którzy dysponowali 352 czołgami, 300 pojazdami opancerzonymi i 300 działami artylerii. Wsparcie zapewniało 450 samolotów bojowych i 16 helikopterów. Syryjczycy posiadali także 125 wyrzutni rakiet przeciwlotniczych SAM i 100 dział przeciwlotniczych.

### Siły izraelskie
Do przeprowadzenia inwazji na Liban izraelska armia wyznaczyła 76 tys. żołnierzy, zgrupowanych w jedenastu brygadach piechoty i jedenastu brygadach pancernych. Dysponowali oni siłą 800 czołgów, 1,5 tys. pojazdów opancerzonych, 634 samolotów bojowych i 42 helikopterów.
Plan nazwany kryptonimem „operacja o pokój dla Galilei” zakładał przeprowadzenie uderzeń trzema klinami, których trzon stanowiły wojska pancerne i zmechanizowane. Korzystając z silnego wsparcia artyleryjskiego i powietrznego miały one szybko dotrzeć do rzeki Litani, otoczyć siły OWP na południu Libanu, a następnie przystąpić do ich systematycznej likwidacji.
Zachodni korpus stanowiła 91 Dywizja gen. Icchaka Mordechai i 211 Brygada płk. Eli Geva. Ich zadaniem było przejście nadbrzeżną drogą w kierunku miasta Tyr. Miasto miało zostać otoczone, a w okolicznych trzech obozach uchodźców palestyńskich miano zlikwidować siły OWP. Następnie główne siły miały pośpiesznie ruszyć w kierunku Sydonu i Ad-Damur, a jeden batalion wykonać manewr oskrzydlający na wschód, w celu połączenia się z korpusem centralnym w rejonie wioski Jouaiya. W ten sposób siły OWP znalazłyby się w okrążeniu. Równocześnie 96 Dywizja gen. Yaron Amosa miała wylądować na plażach w rejonie Sydonu i nacierać w kierunku południowym, aby jak najszybciej połączyć się z siłami korpusu zachodniego. Ta operacja była największą z wszystkich operacji desantowych przeprowadzonych w historii izraelskiej armii.
Korpus centralny stanowiły dwie dywizje gen. Awigdor Kahalani i gen. Menachem Einana. Ich zadaniem było jak najszybsze dotarcie do rzeki Litani i zajęcie strategicznego skrzyżowania przy Nabatiji. Elitarny oddział komandosów miał zająć Zamek Beaufort, który od wielu lat służył jako twierdza OWP. Po osiągnięciu tych celów, dywizja gen. Kahalani połączyłaby się z korpusem zachodnim, a dywizja gen. Einana uderzyłaby w kierunku północnym, aby przeciąć strategiczną autostradę Bejrut-Damaszek. Odcięłoby to syryjskie wojska zgromadzone w Dolinie Bekaa od Bejrutu.
Korpus wschodni stanowił największą siłę uderzeniową, którą dowodził gen. Ben Gal. Ich zadaniem było nacieranie w kierunku Doliny Bekaa, aby w ten sposób zablokować wojska syryjskie. Spodziewano się, że właśnie tutaj dojdzie do najcięższych walk izraelsko-syryjskich, których rezultatów nie dało się przewidzieć.

## I faza wojny (6 czerwca–23 sierpnia 1982 r.)

### Izraelska inwazja

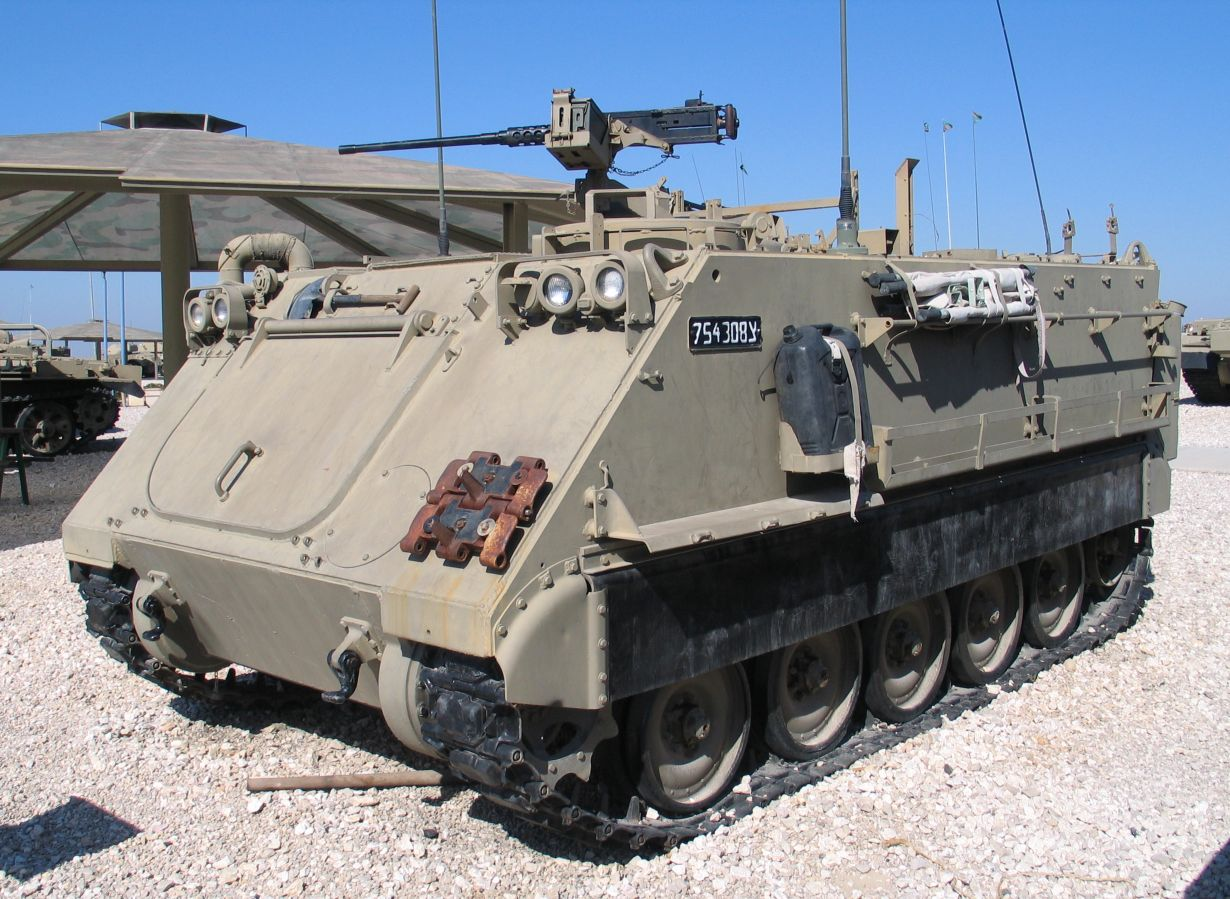
Izraelski transporter opancerzony M113

6 czerwca 1982 o godz. 11:00 trzy izraelskie korpusy wkroczyły do południowego Libanu. Izrael wstrzymywał się z rozpoczęciem ataku o świcie z powodów politycznych, gdyż obawiano się, że Stany Zjednoczone mogą wywrzeć naciski na rząd aby odwołać operację.
Szpicą nacierających sił izraelskich byli komandosi 35 Brygady Spadochronowej, którzy prowadzili działania rozpoznawcze, szturmowe oraz dywersyjne. Komandosi z Jednostki 5101 oznaczyli stanowiska palestyńskiej artylerii przeciwlotniczej, dzięki czemu w ciągu kilku godzin lotnictwo zniszczyło większość artylerii. Specjalna jednostka antyterrorystyczna Jamam aresztowała większość przywódców OWP.
Natarcie korpusu zachodniego wzdłuż wybrzeża w kierunku Tyru posuwało się z dużymi trudnościami, gdyż wąska droga ułatwiała Palestyńczykom zastawianie zasadzek i powodowało olbrzymie korki izraelskich pojazdów. W ten sposób zniszczonych zostało kilka transporterów opancerzonych M113. Natarcie było wspierane intensywnym ostrzałem artyleryjskim i bombardowaniami lotniczymi. Jeden z izraelskich batalionów, który miał przejąć kontrolę nad obwodnicą Tyru, pomyłkowo wkroczył do centrum miasta i wdał się w ciężkie walki uliczne. Zajęcie miasta planowano na 8 dzień operacji, ale w tej sytuacji zdecydowano się zaangażować większe siły w celu przejęcia Tyru (7 czerwca).
Korpus centralny szybko ominął Zamek Beaufort, pozostawiając dla jego zabezpieczenia jednostkę komandosów Sayered Golani, i z dużymi trudnościami dotarł do skrzyżowania przy mieście Nabatija.
W walkach powietrznych tego dnia izraelski F-15A zestrzelił syryjskiego MiG-a-23MS, natomiast syryjski MiG-23MF zestrzelił izraelskiego drona BQM-34.
W nocy z 6 na 7 czerwca komandosi wdarli się do Zamku Beaufort i po 6-godzinnej walce opanowali tę twierdzę OWP. Rankiem 7 czerwca premier Menachem Begin i minister obrony Ariel Szaron odwiedzili zamek, gratulując żołnierzom zdobycia tego strategicznego punktu, z którego palestyńscy terroryści kierowali ostrzałem terytorium Izraela.
Korpus wschodni zdołał szybko wkroczyć do Doliny Bekaa i posuwał się w kierunku pozycji syryjskich. Podczas natarcia oczyszczano kolejne wioski z sił OWP i tworzono ufortyfikowane punkty obronne, które miały powstrzymać ewentualne syryjskie kontrnatarcie.
Od samego ranka 7 czerwca Izraelczycy kontynuowali ataki powietrzne wzdłuż całej przybrzeżnej autostrady prowadzącej do Bejrutu. Rankiem 14 izraelskich okrętów desantowych wysadziło w pobliżu Sydonu 50. Batalion 35. Brygady Spadochronowej dowodzony przez płk. Jarira Jaroma. Równocześnie główne siły korpusu wschodniego prowadziły natarcie w kierunku na Sydon, natomiast wydzielone jednostki rozpoczęły operację oczyszczania z sił OWP obozu palestyńskich uchodźców Rachidija (przy Tyrze). Po południu Izraelczycy zamknęli pierścień otaczający miasto Sydon. Dwa bataliony podjęły próbę opanowania miasta, jednak uwikłały się w ciężkie walki w obozie palestyńskich uchodźców Ein Hilwe. Walki w obozach uchodźców były szczególnie ciężkie, gdyż nie było możliwości odróżnienia cywilów od bojowników OWP, którzy w cywilnych ubraniach ukrywali się pomiędzy ludnością cywilną. Palestyńczycy otwierali ogień spomiędzy grup cywilów, często ukrywając się za kobietami i dziećmi. Izraelscy żołnierze nie będąc przygotowani do takich metod walki, popełniali błędy. W obozie Ein Hilwe ostrzelano pomyłkowo szpital. Zginęło 50 osób, a 2 ambulanse zostały zniszczone. W tej sytuacji izraelskie dowództwo nakazało wszystkim palestyńskim uchodźcom opuszczenie obozów, które miały stać się celem szturmu. Tysiące Palestyńczyków opuściło wówczas obozy, znajdując schronienie w okolicznych wzgórzach lub ruszając drogami w kierunku Bejrutu.
Tymczasem korpus centralny minął wioskę Dżazzin i natknął się na oddziały syryjskie, które razem z siłami OWP starały się ominąć wioskę od południa. Walkę z nimi podjęła 460. Brygada płk. Hagaia Cohena. Wsparcie zapewniły samobieżne haubice, które zajęły stanowiska w rejonie wsi Hasbajja. W zasięgu ich ognia znalazło się 6 z 17 syryjskich baterii rakietowych w Dolinie Bekaa. Całą sytuację starał się wykorzystać korpus wschodni, który usiłował nacierać wzdłuż prawej flanki, aby zamknąć Syryjczyków w podwójnym okrążeniu.
W walkach powietrznych tego dnia izraelskie samoloty zestrzeliły trzy syryjskie MiG-i-23, natomiast syryjscy piloci zgłosili zestrzelenie dwóch F-16A, co nie zostało potwierdzone przez stronę izraelską.
Wieczorem 7 czerwca 1982 izraelskie oddziały osiągnęły wyznaczone pozycje 70 km w głębi terytorium Libanu, tak jak to zakładał plan operacyjny, i wstrzymały natarcie. Jednakże gen. Ariel Szaron, który przez cały czas przebywał w centralnym obszarze walk, wydał rozkaz kontynuowania natarcia.

### Trzydniowa bitwa

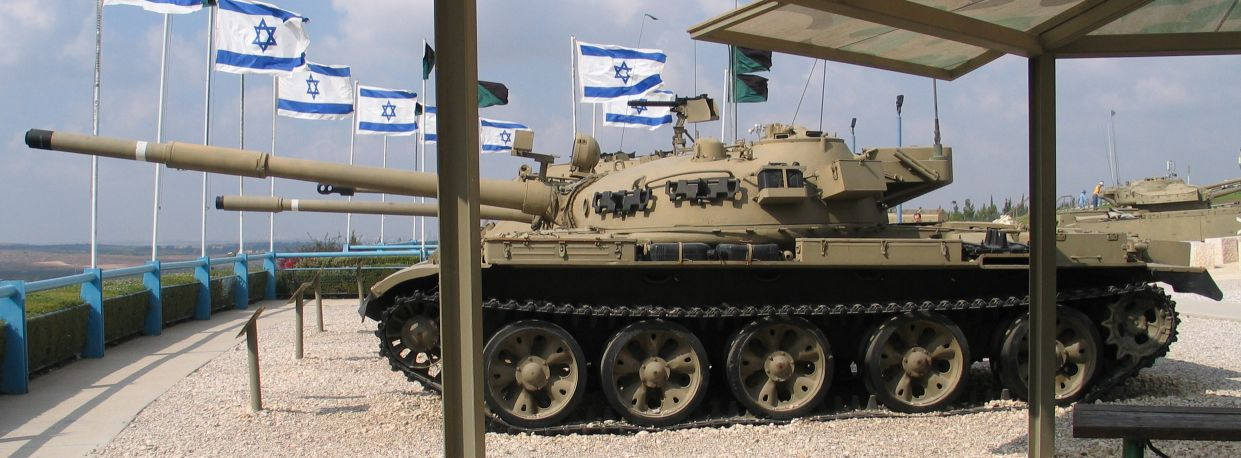
Czołg Tiran-6, syryjska wersja rosyjskiego czołgu T-62

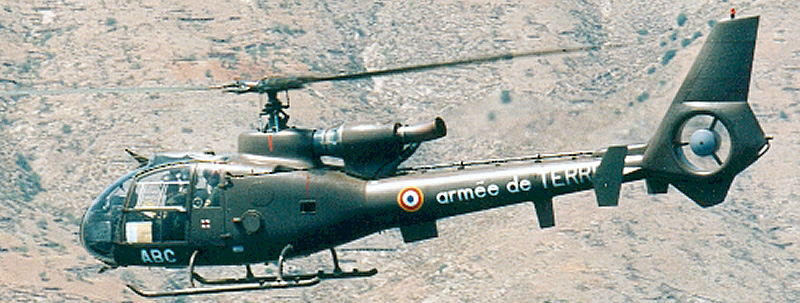
Śmigłowiec Gazelle, na zdjęciu w barwach francuskich sił zbrojnych

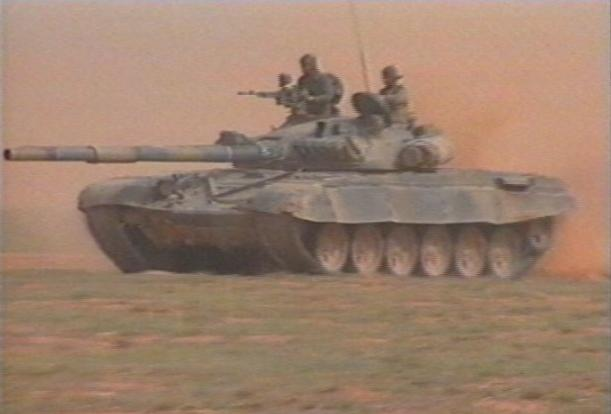
Czołg T-72

8 czerwca izraelski korpus centralny przeprowadził natarcie usiłując przeciąć autostradę z Bejrutu do Damaszku, odcinając w ten sposób Palestyńczyków od pomocy wojsk syryjskich z Doliny Bekaa. W trakcie nocnego natarcia jednostki 460 Brygady zajęły miejscowość Dżazzin. Doszło wówczas do tragicznej pomyłki, gdyż dwa izraelskie oddziały otworzyły w nocy do siebie ogień, myśląc że prowadzą walkę z przeciwnikiem. Starcie w ciemnościach trwało przez 2 godziny i zakończyło się dużą liczbą zabitych oraz kilkoma uszkodzonymi czołgami. Natarcie izraelskie zostało wstrzymane, jednak była to tylko zapowiedź ciężkich walk jakie czekały na Izraelczyków.
Syryjczycy zgromadzili znaczne siły do obrony strategicznej autostrady Bejrut – Damaszek. Wojska syryjskie zostały skoncentrowane pomiędzy Bejrutem a miastem Zahla, szczególnie w rejonie wsi as-Sultan Jac'ub. Znajdowały się tutaj 3. i 10. Dywizja Pancerna, dysponujące czołgami T-55 i T-62. Ochronę przeciwlotniczą zapewniało 19 baterii rakiet przeciwlotniczych oraz myśliwce MiG-23 i MiG-25. Szczególnie niebezpieczną bronią okazały się śmigłowce Aérospatiale Gazelle, które były uzbrojone w nowoczesne rakiety przeciwpancerne. Dodatkowo Syryjczycy rozlokowali po okolicznych wzgórzach 20 batalionów „niszczycieli czołgów” Żołnierze tych jednostek byli uzbrojeni w najnowszą broń przeciwpancerną (RPG-7, RPG-18, AT-4 i Milan ATGM).
W walkach powietrznych tego dnia izraelskie samoloty zestrzeliły 9 syryjskich MiG-ów-21 i 23, natomiast syryjscy piloci zgłosili zestrzelenie 2 F-16A oraz 2 A-4H, czego Izraelczycy nie potwierdzają.
Rankiem 9 czerwca izraelskie kolumny wykonały manewr oskrzydlający okrążając syryjskie 76. i 91. Brygadę Pancerną. W ciężkich walkach zniszczono liczne czołgi T-62 i zajęto wieś Ajn Dara, odległą o 8 km od autostrady Bejrut – Damaszek. W trakcie tych walk swoją niezwykłą skuteczność potwierdziły bataliony „niszczycieli czołgów” (zniszczyły 6 czołgów M60 i zdobyły 3 czołgi) i śmigłowce Gazelle (zniszczyły 6 czołgów M60 i Merkawa oraz kilka pojazdów M151).
Syryjczycy widząc skalę izraelskiej inwazji na Liban, podjęli decyzję o zaangażowaniu w walki kolejnej 1. Dywizji Pancernej (uzbrojona w czołgi T-72), która w południe wkroczyła do Libanu i popołudniem starła się z Izraelczykami, uwalniając z okrążenia 76. i 91. Brygadę Pancerną. W bitwie pancernej zniszczonych zostało prawie 200 syryjskich czołgów, a dodatkowych 90 zostało zdobytych przez izraelskich żołnierzy.

#### Operacja „Drugstore”

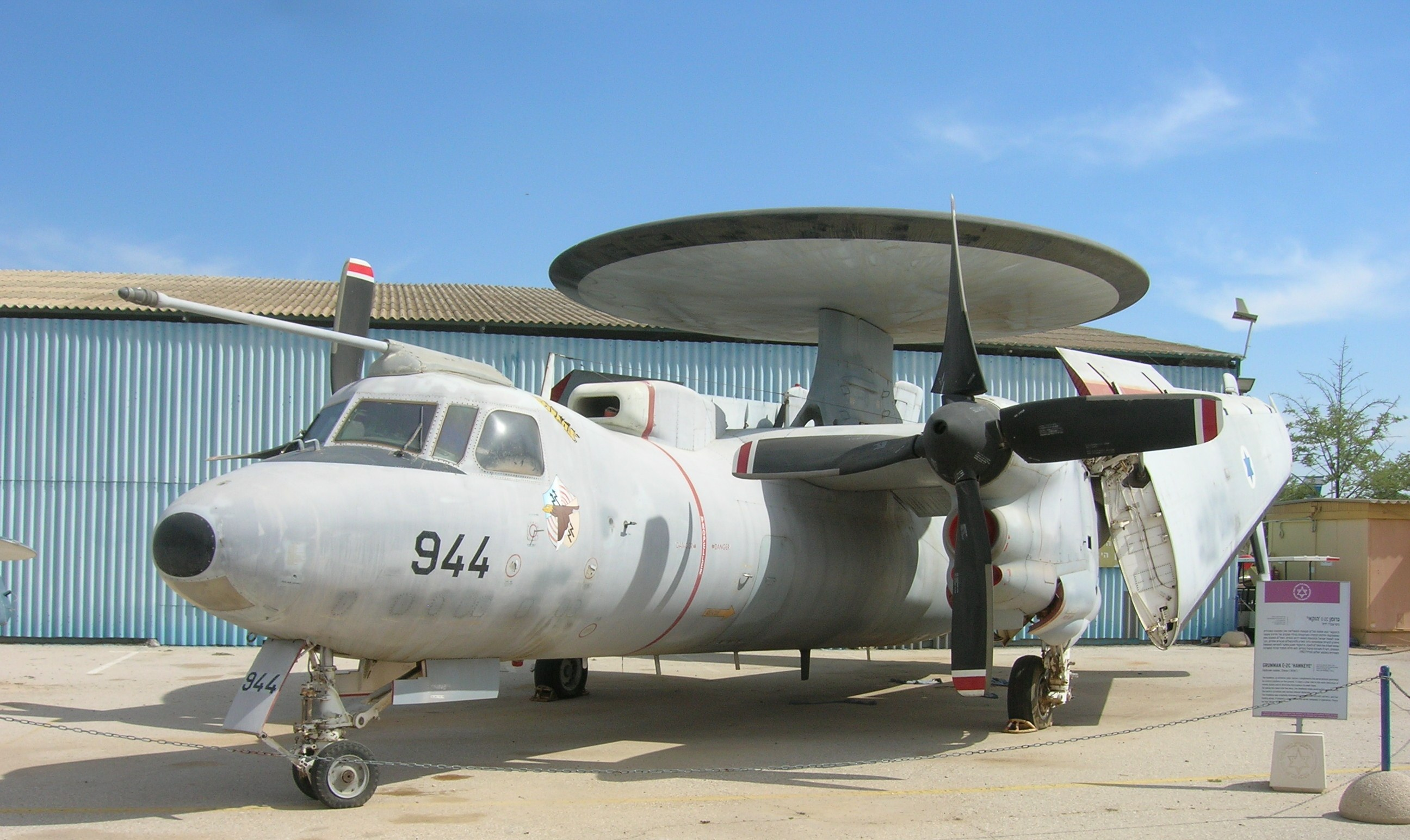
Samolot wczesnego ostrzegania E-2C Hawkeye – na zdjęciu w barwach izraelskiego lotnictwa

9 czerwca 1982 izraelskie siły powietrzne przeprowadziły rozpoznanie syryjskich stacji radiolokacyjnych za pomocą samolotów bezpilotowych. Samoloty te zostały namierzone przez Syryjczyków, a o to Izraelowi chodziło. Dane (charakterystyki częstotliwościowe) tych namierzających urządzeń zostały odebrane przez bezpilotowce i przesłane do dozorujących przestrzeń powietrzną samolotów E-2C Hawkeye. Te zaprogramowane dane pozwoliły popołudniem na odpalenie z samolotów Phantom II pocisków przeciwradarowych samosterujących na określone częstotliwości nadajników syryjskich radarów. Główne uderzenie zostało skierowane na pozycje syryjskich baterii rakiet przeciwlotniczych w Dolinie Bekaa. Już w pierwszym uderzeniu zniszczone zostały syryjskie stacje radarowe, a następnie 17 z 19 baterii rakiet przeciwlotniczych. W bitwie powietrznej Izraelczycy zestrzelili 28 lub 29 syryjskich myśliwców MiG-23 i MiG-21, tracąc – według różnych źródeł – zaledwie jedną swoją maszynę (Kfir C.2) lub wręcz ani jednej (Syryjczycy zgłosili zestrzelenie 5 izraelskich samolotów tego dnia). Jeden izraelski F-15D został uszkodzony pociskiem R-60. W rezultacie tej operacji Syryjczycy stracili obronę przeciwlotniczą w Libanie, a izraelskie lotnictwo przejęło całkowite panowanie w powietrzu. Izraelczycy zdobywali dużą przewagę dzięki wykorzystaniu samolotów wczesnego ostrzegania E-2C Hawkeye.
Wieczorem 9 czerwca 1982 izraelskie kolumny rozpoczęły natarcie, niszcząc pozostałości syryjskiej 1. i 3. Dywizji Pancernej w południowej części Doliny Bekaa.

#### Syryjskie kontrataki

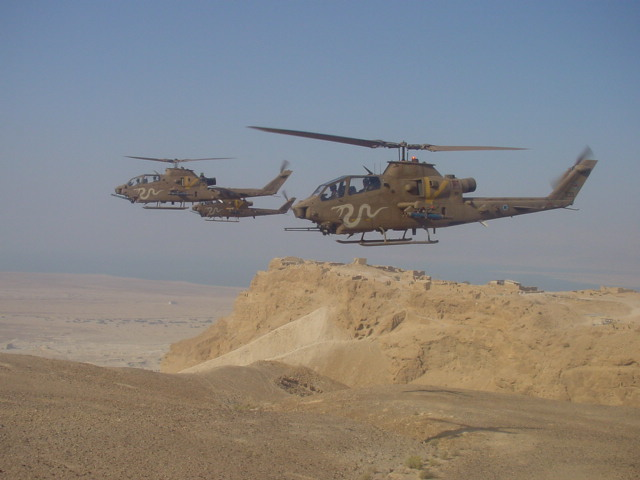
Izraelskie helikoptery szturmowe AH-1 Cobra

Rankiem 10 czerwca 1982 izraelska 211 Brygada płk. Eli Geva zaczęła zbliżać się od południa do przedmieść Bejrutu. Wówczas nastąpiło połączenie sił OWP z żołnierzami syryjskimi, które wspólnie wystąpiły przeciwko Izraelczykom w podmiejskiej dzielnicy Bejrutu, Kafr Sill.
W centralnej części frontu Syryjczycy przeprowadzili kolejne ataki „niszczycielami czołgów” i helikopterami Gazelle na nacierające izraelskie kolumny zmechanizowane. Długie kolumny pojazdów powoli przesuwające się po wąskich drogach w trudnym górzystym terenie okazały się łatwym celem i zniszczonych zostało 12 czołgów i wiele innych pojazdów. W kolumnach zapanowało zamieszanie i chaos. W jednym z takich ataków zginął gen. Adama Yekotai. Jednak pomimo tych zaciekłych kontrataków, Izraelczycy przecięli popołudniem strategiczną autostradę Bejrut – Damaszek. Wieczorem doszło jeszcze do bitwy pancernej przy granicy z Syrią, w której syryjska 91 Brygada Pancerna straciła 35 czołgów T-55.
Izraelczycy skopiowali model bitwy powietrznej nad Doliną Bekaa z dnia poprzedniego, tym razem zestrzelili 17 syryjskich MiGów 21 i 23 oraz 3 śmigłowce typu SA.342. Z kolei syryjski MiG-21bis zestrzelił izraelskiego F-4E.
11 czerwca 1982 syryjska 81 Brygada Pancerna uzbrojona w czołgi T-72 uderzyła rano na izraelskie kolumny w rejonie wioski Shatwrah. Syryjczycy nacierali wzdłuż autostrady w kierunku na Bejrut. W bitwie pancernej zniszczonych zostało 10 izraelskich czołgów M-60 i 12 syryjskich T-72. Syryjczycy odnieśli zdecydowany sukces, odzyskując kontrolę nad autostradą Bejrut – Damaszek. W innych starciach w Dolinie Bekaa Syryjczycy zniszczyli 2 izraelskie czołgi Merkawa i 30 innych pojazdów. Natomiast Izraelczycy z powodzeniem wykorzystali helikoptery szturmowe AH-1 Cobra, które zniszczyły 15 czołgów T-72 i T-62.
W walkach powietrznych tego dnia izraelskie samoloty zestrzeliły 16 syryjskich MiGów 21 i 23 oraz 1 Su-22M-2K i 1 śmigłowiec SA.342, natomiast syryjscy piloci zgłosili zestrzelenie 3 F-4E oraz 1 samolotu wczesnego ostrzegania E-2C, czego nie potwierdzają Izraelczycy.

### Zawieszenie broni
11 czerwca 1982 popołudniem pod naciskiem światowych mocarstw wprowadzono izraelsko-syryjskie zawieszenie broni w Libanie. Izraelska armia jednak nie ufała Syryjczykom i na zachód od Doliny Bekaa rozlokowała pięć dywizji (ok. 1 tys. czołgów), które mogłyby odeprzeć ewentualną syryjską ofensywę.
Podczas tych czterech dni walk Izrael stracił 214 żołnierzy zabitych, 23 zaginionych w akcji, 1114 rannych oraz 1 wziętego do niewoli. Ocenia się, że straty w sprzęcie wyniosły: 60 czołgów M-48 i M-60 (oficjalnie przyznano się do 8) i 7 czołgów Merkawa Mk 1 (oficjalnie przyznano się do 2). Natomiast Syria oficjalnie przyznała się do straty 81 czołgów zniszczonych i 41 zdobytych (w większości T-62), oraz 87 samolotów i 4 helikopterów, utraconych zarówno w walkach powietrznych jak i z innych przyczyn operacyjnych.

### Bejrut

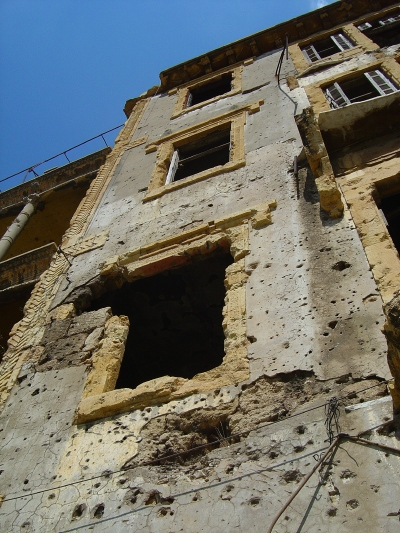
Budynek w Bejrucie zniszczony w wyniku działań wojennych

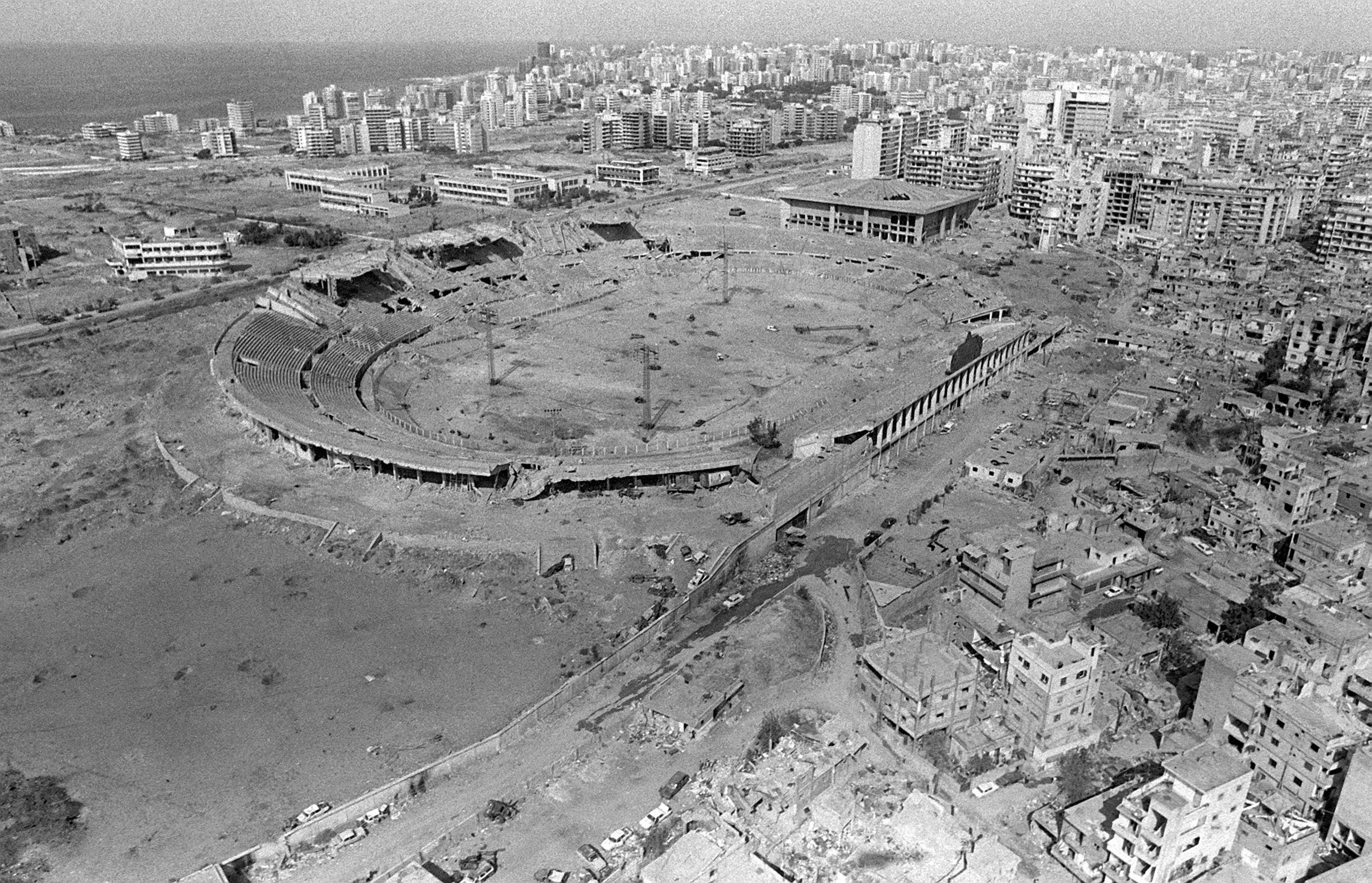
Stadion sportowy w Bejrucie po izraelskich bombardowaniach – OWP wykorzystywało stadion jako magazyn amunicji

12 czerwca zawieszenie broni poszerzono o Organizację Wyzwolenia Palestyny, ale całe porozumienie runęło rankiem 13 czerwca, ponieważ Syryjczycy podjęli próbę wzmocnienia swoich pozycji w rejonie wsi Khalde, na autostradzie Damaszek-Bejrut. Izraelczycy uznali to za zagrożenie swoich strategicznych pozycji w Libanie i zerwali wszystkie rozmowy prowadzone z libańskim rządem i różnymi libańskimi frakcjami. Doszło wówczas do ciężkich 14-godzinnych walk na południe od miasteczka Babda, po których 35 Brygada przecięła autostradę Bejrut – Damaszek i połączyła się siłami chrześcijańskiej Falangi we wschodnim Bejrucie. W ten sposób oblężenie Bejrutu zostało zamknięte. W oblężonym mieście ufortyfikowały się siły OWP z Jaserem Arafatem na czele.
14 czerwca izraelska armia rozpoczęła ostrzał artyleryjski z lądu, morza i powietrza palestyńskich obiektów w Bejrucie. Miasto zostało pozbawione dostaw wody, prądu, gazu i żywności. Sytuacja mieszkańców miasta była tragiczna. W następnych dniach siły izraelskiej armii i milicji chrześcijańskiego Frontu Libańskiego stopniowo przejmowały kontrolę nad kolejnymi ulicami i domami Bejrutu, wypierając Palestyńczyków. Uliczne walki powodowały duże zniszczenia i niepotrzebne straty w ludności cywilnej. 20 czerwca zdesperowany libański prezydent Elias Sarkis zwrócił się z prośbą o spełnienie żądań Izraela i wycofanie z Libanu armii syryjskiej oraz sił OWP.

#### Międzynarodowa mediacja
26 czerwca 1982 Rada Bezpieczeństwa ONZ zażądała aby Izrael wycofał swoje wojska na odległość 10 km od Bejrutu, co byłoby pierwszym krokiem do całkowitego wycofania jego sił z Libanu. Równocześnie siły Organizacji Wyzwolenia Palestyny miałyby opuścić Liban, udając się do istniejących obozów uchodźców palestyńskich na Bliskim Wschodzie. Żądanie nie przybrało jednak formy Rezolucji, gdyż została ona zawetowana przez Stany Zjednoczone. Palestyńczycy odrzucili te prośby, argumentując, że nie mają dokąd jechać i muszą walczyć aż do końca. Najważniejszym problem do rozwiązania było więc ustalenie miejsca, do którego mogliby wyjechać z Libanu palestyńscy bojownicy. W tym celu w lipcu i sierpniu 1982 amerykański dyplomata Philip Habib przeprowadził liczne rozmowy z rządami arabskich państw, przekonując Jordanię, Tunezję, Algierię, Jemen, Sudan i Irak do wyrażenia zgody na przyjęcie członków OWP.
Przez cały ten czas trwał izraelski ostrzał Bejrutu, dlatego 4 sierpnia Rada Bezpieczeństwa ONZ potępiła Izrael za ostrzał cywilnego miasta, wzywając do wprowadzenia zawieszenia broni i wycofania wszystkich wojsk z Libanu.
7 sierpnia Syria wyraziła zgodę na przyjęcie amerykańskiego planu pokojowego i wycofania swoich wojsk z Libanu.

#### Ewakuacja OWP z Libanu
18 sierpnia 1982 dyplomata Philip Habib zdołał przekonać Jasera Arafata do przyjęcia planu pokojowego i wyrażenia zgody na opuszczenie przez OWP terytorium Libanu. Równocześnie rządy Stanów Zjednoczonych, Francji i Włoch (później dołączyła Wielka Brytania) zawarły porozumienie o utworzeniu Międzynarodowych Sił (Multinational Force) w Libanie.
21 sierpnia pierwsza grupa 350 francuskich spadochroniarzy wylądowała w Bejrucie. Następnego dnia ich siły wzmocnili amerykańscy marines. Ogółem w Międzynarodowych Siłach w Libanie znalazło się 800 żołnierzy francuskich, 800 amerykańskich i 400 włoskich. Nadzorowali oni przestrzeganie warunków rozejmu i porządek ewakuacji sił OWP, która rozpoczęła się 21 i trwała do 30 sierpnia. Ogółem wyjechało ok. 8,8 tys. palestyńskich bojowników. Jako jeden z ostatnich Bejrut opuścił Jasir Arafat. Palestyńczycy odpłynęli promami do Tunezji, Libii, Jemenu, Iraku, Syrii i Jordanii. Równocześnie Bejrut opuściło ok. 6 tys. syryjskich żołnierzy.

### Podsumowanie
Tak zakończyła się pierwsza faza wojny libańskiej. Była to typowa konwencjonalna wojna, w której zginęło 368 izraelskich żołnierzy. W trakcie działań zginęło także 600 żołnierzy syryjskich i ponad 3 tys. bojowników palestyńskich. Nieznana jest liczba ofiar wśród libańskiej i palestyńskiej ludności cywilnej. Według źródeł arabskich przekraczała ona 10 tys. osób.
Można śmiało powiedzieć, że w tej fazie wojny zdecydowane zwycięstwo odniósł Izrael. Najważniejszym sukcesem wydawało się usunięcie sił OWP z Libanu, jednak mieszane uczucia pozostały po ciężkich i nierozstrzygniętych walkach z armią syryjską. W owym czasie mało kto zdawał sobie jeszcze sprawę z nadchodzących kłopotów. Wielkim niebezpieczeństwem było pojawienie się w Libanie szyickiej organizacji terrorystycznej Hezbollah, która usiłowała zaszczepić na nowym gruncie ideały irańskiej rewolucji islamskiej. Hezbollah dostarczył libańskim szyitom radykalnej alternatywy dla dotychczas działającego ruchu Amal (Afwaj al-Muqawimah al-Lubnaniyya) i Libańskiego Obiektywnego Ruchu Oporu.

## II faza wojny (23 sierpnia 1982–4 września 1983 r.)

### Wybory w Libanie
Izrael kończąc pierwszą fazę wojny libańskiej poszukiwał sposobu trwałego rozwiązania konfliktu i normalizacji sytuacji wewnętrznej w Libanie. Duże nadzieje wiązano z wybranym 23 sierpnia 1982 nowym libańskim prezydentem Baszirem al-Dżumajjilem, przywódcą chrześcijańskich milicji Falang Libańskich. Był on skłonny do współpracy z Izraelem, a zawarcie pokoju z Libanem dawało szansą na bezpieczeństwo od północy.
4 września premier Menachem Begin spotkał się w Naharijji z Baszirem al-Dżumajjilem. Al-Dżumajjil odmówił jednak zawarcia traktatu pokojowego z Izraelem, gdyż musiał lawirować wśród odmiennych interesów zwalczających się wzajemnie libańskich frakcji. Zawarcie takiego porozumienia mogłoby zradykalizować niektóre frakcje doprowadzając do zaostrzenia wewnętrznych walk. W tej sytuacji Begin zażądał utrzymania obecności sił Armii Południowego Libanu mjr. Saad Haddada w rejonie granicy izraelsko-libańskiej i wydania zezwolenia na ostateczną rozprawę z pozostałościami sił OWP w Libanie. Al-Dżumajjil wyraził na to zgodę.

### Rozprawa z OWP
4 września 1982 izraelskie oddziały otoczyły obozy uchodźców palestyńskich w Libanie. Oceniano, że ok. 2 tys. uzbrojonych członków OWP nadal pozostawało w ukryciu w rejonie Bejrutu, stwarzając nadal zagrożenie i możliwość przeprowadzenia nowych zamachów. Izraelczycy zażądali od Palestyńczyków wydania całej ukrytej broni i amunicji. W ciągu następnych 10 dni z tajnych magazynów OWP wydano olbrzymie ilości sprzętu wojskowego, w tym 12 ciężkich dział, 8 ciężkich moździerzy, pojazdy z zamontowanymi wyrzutniami rakiet Katiusza oraz 520 ton amunicji.
10 września amerykańscy żołnierze z Międzynarodowych Sił w Libanie opuścili Bejrut i powrócili na pokłady swoich statków. Stany Zjednoczone uznawały misję za ukończoną.

### Zabójstwo Baszira al-Dżumajjila
Wszystkie izraelskie plany zostały pokrzyżowane przez syryjski wywiad, którego agenci 14 września 1982 przeprowadzili w Bejrucie zamach w którym zginął libański prezydent Baszir al-Dżumajjil. W zamachu zginęło także 25 innych osób.

### Masakra w Sabrze i Szatili
Izrael stracił wówczas nadzieję na pokojowe przejęcie kontroli nad Libanem przez chrześcijańskie milicje. Z tego powodu 15 września izraelskie oddziały wkroczyły i przejęły kontrolę nad zachodnią częścią Bejrutu. W starciach zginęło 88 Libańczyków, a 254 osoby zostały ranne. Izraelscy żołnierze zajęli wszystkie kluczowe pozycje w mieście, zakładając punkty obserwacyjne na dachach wysokich budynków. 16 września oddział chrześcijańskich Falang, liczący 150 żołnierzy, a dowodzony przez Elie Hobejkę, wkroczył wieczorem do obozów palestyńskich uchodźców Sabra i Shatila, pod Bejrutem. Doszło wówczas do masakry Palestyńczyków, która trwała 36 godzin. Liczbę ofiar ocenia się na ok. 800 zabitych.
Palestyńczycy oskarżyli Izraelczyków o współudział w tej zbrodni, natomiast cały Liban ponownie stał się sceną krwawych walk wojny domowej. Libański rząd (nowym prezydentem został Amin al-Dżumajjil) nie był zdolny do utrzymania własnego autorytetu i w całym Libanie zapanował chaos i anarchia. Oddziały libańskich chrześcijan walczyły z Druzami i muzułmańskimi Szyitami, którzy byli wspomagani przez Syrię. Bejrut został podzielony między walczące strony i zmieniał się w miasto ruin.

### Międzynarodowa interwencja

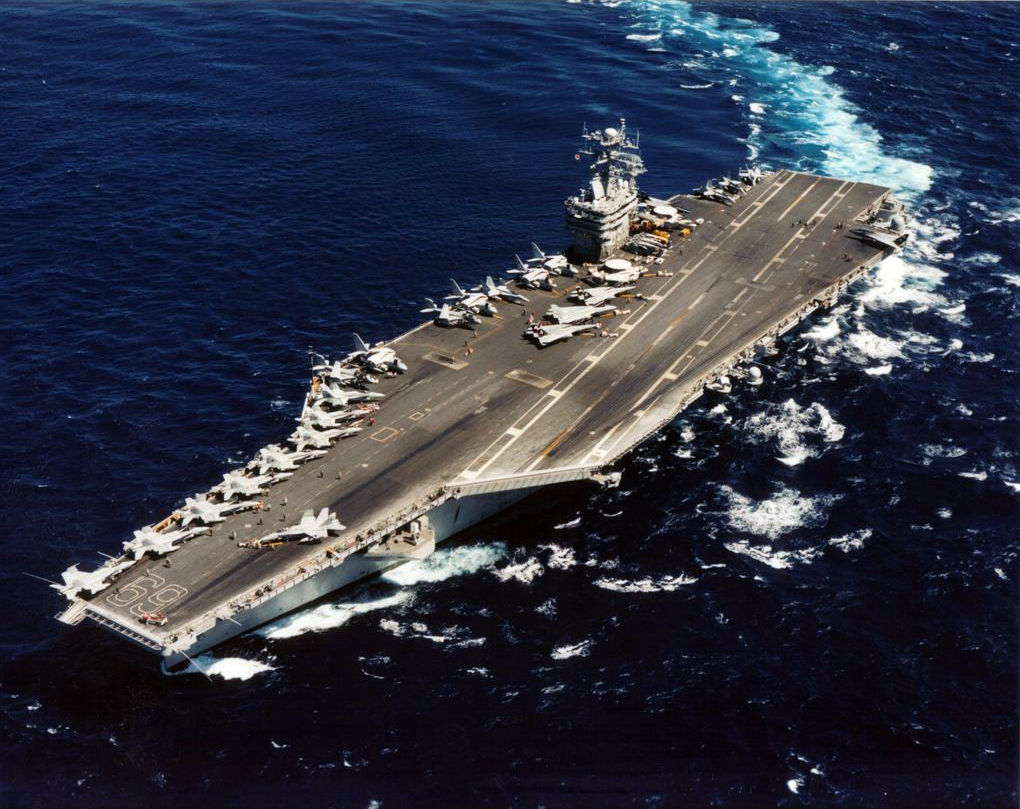
Amerykański lotniskowiec USS „Dwight D. Eisenhower”

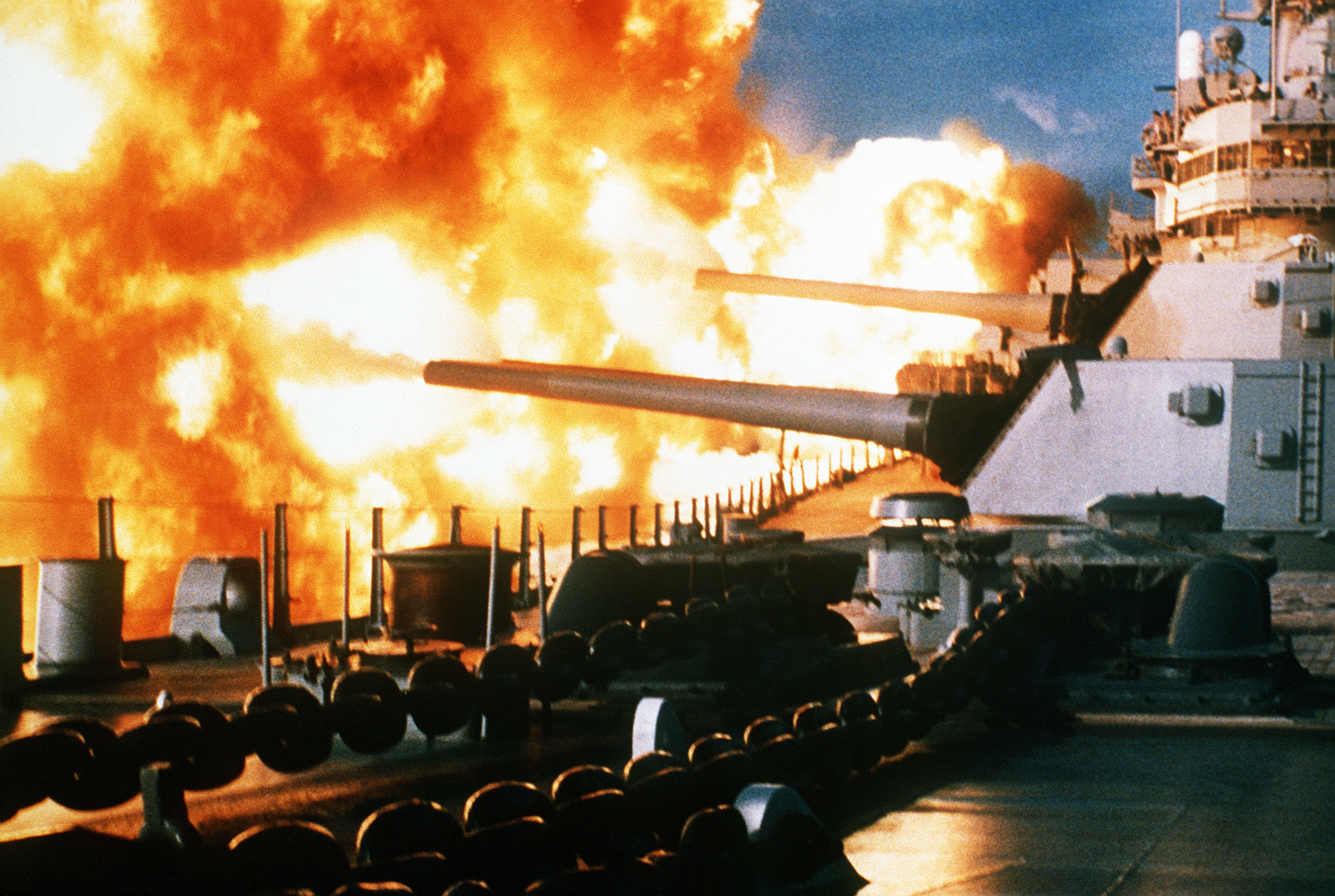
Amerykański pancernik USS „New Jersey” ostrzeliwuje okolice Bejrutu

20 września 1982 prezydent Stanów Zjednoczonych Ronald Reagan ogłosił w porozumieniu z Francją i Włochami utworzenie nowych Międzynarodowych Sił, które miałyby powrócić do Libanu i dopomóc libańskiemu rządowi przejąć kontrolę nad Bejrutem. Pierwsze amerykańskie oddziały marines zaczęły lądować w Bejrucie 29 września. Równocześnie izraelskie oddziały zaczęły wycofywać się z miasta.
Nowe Międzynarodowe Siły liczyły 1,4 tys. amerykańskich marines (później wzrosły do 1,8 tys.), 1,5 tys. francuskich spadochroniarzy Legii Cudziemskiej i 1,4 tys. włoskich żołnierzy. Wsparcie powietrzne zapewniał amerykański lotniskowiec USS „Eisenhower”, który zajął pozycję w pobliżu wybrzeża Libanu.
Zaangażowanie się międzynarodowych sił w konflikt w Libanie naraziło ich żołnierzy na ataki terrorystyczne, z których pierwszy nastąpił 18 kwietnia 1983. Terroryści z Hezbollahu zdetonowali bombę ukrytą w samochodzie-pułapce przed ambasadą Stanów Zjednoczonych w Bejrucie. Zginęło 83 ludzi, a 130 osób zostało rannych.
14 lipca 1983 druzyjskie milicje opanowały strategiczne wzgórza wokół międzynarodowego lotniska w Bejrucie. Dzięki tym doskonałym pozycjom obserwacyjnym, Druzowie rozpoczęli ostrzał artyleryjski pozycji Międzynarodowych Sił. W sierpniu druzyjskie milicje zdobyły pozycje libańskiej armii na przedmieściach Bejrutu. Doszło także do serii starć powietrznych amerykańsko-syryjskich. W rezultacie dowództwo amerykańskie wydało swoim siłom zezwolenie na zaangażowanie się w walki po stronie rządu libańskiego. Na pomoc wysłano pancernik USS „New Jersey”, który rozpoczął ostrzeliwać pozycje druzyjskiej milicji wokół Bejrutu. Również amerykańskie samoloty startujące z pokładu lotniskowca USS „Eisenhower” bombardowały pozycje Druzów.

### Porozumienie izraelsko-libańskie
17 maja 1983 przedstawiciele Izraela i Libanu podpisali porozumienie kończące wojnę izraelsko-libańską. Wojska izraelskie miały w kolejnych etapach wycofać się z terytorium Libanu, w którego południowej części miała powstać 40 km „strefa bezpieczeństwa”. Odpowiedzialność za „strefę” miała ponosić wspierana przez Izrael Armia Południowego Libanu. Porozumienie podpisano dzięki mediacji amerykańskich dyplomatów Philipa Habiba i Morrisa Drapera.

### Izraelskie wycofanie
4 września 1983 izraelskie oddziały opuściły rejon wzgórz Szuf w pobliżu Bejrutu, przegrupowując się na linię rzeki Awali na południu Libanu. Utworzono w ten sposób „strefę bezpieczeństwa”, która rozciągała się od rzeki Awali do granicy Izraela.
Tymczasem druzyjskie milicje, siły palestyńskie oraz oddziały chrześcijańskich Sił Libańskich starły się z sobą, prowadząc ciężkie walki o przejęcie kontroli nad wzgórzami Szuf. W walki zaangażowała się także libańska armia wspierana przez Międzynarodowe Siły. Podczas tych walk doszło do jednego z najokropniejszych zdarzeń wojny libańskiej. Druzowie, Palestyńczycy, Arabowie i Syryjczycy wymordowali w zdobywanych wioskach ponad 5 tys. cywilów, głównie chrześcijan. Starcia ustały, gdy chrześcijańskie milicje wycofały się wraz z cywilami do miasta Deir el Kamar, w którym przez 3 miesiące byli oblężeni.
(Zobacz też: wojna w Górach Szuf)
23 października terroryści-samobójcy z Hezbollahu wysadzili samochody-pułapki wysadzając główną kwaterę sił US Marines (zginęło 241 żołnierzy) oraz główną kwaterę francuskiej Legii Cudzoziemskiej w Bejrucie (zginęło 58 żołnierzy).
Po dalszej eskalacji starć dowództwo Międzynarodowych Sił podjęło decyzję o wycofaniu wojsk z Libanu i 26 lutego 1984 ostatni amerykańscy żołnierze marines opuścili Bejrut.

## III faza wojny (4 września 1983–10 czerwca 1985 r.)
Po wycofaniu izraelskich wojsk z centralnej części Libanu na linię rzeki Awali, rzeka ta stała się linią frontu. Arabscy terroryści regularnie urządzali zasadzki na patrole izraelskiej armii oraz na siły Armii Wolnego Libanu. Każdego roku dochodziło średnio do 450 ataków. Do jednego z najbardziej krwawych zamachów doszło 4 listopada 1983, kiedy to terrorysta-samobójca z Islamskiego Dżihadu wysadził się w samochodzie-pułapce przy głównej kwaterze izraelskich wojsk w mieście Tyr. Zginęło 23 izraelskich żołnierzy.

### Osłabienie sił rządu Libanu
Na początku lutego 1984 libańska armia wkroczyła do zachodniego i południowego Bejrutu, walcząc z druzyjskimi i muzułmańskimi milicjami wspieranymi przez Syrię. Jednak libańska armia poniosła porażkę, a rząd Libanu był bliski upadku. Dodatkowo 26 lutego 1984 ostatni amerykańscy żołnierze Międzynarodowych Sił opuścili Liban. W tej nowej sytuacji rząd libański musiał rozpocząć negocjacje z muzułmańskimi frakcjami i 5 marca 1984 oficjalnie wycofał się z zawartego w 1983 porozumienia o zakończeniu wojny z Izraelem.

### Izraelskie wycofanie z południowego Libanu
8 listopada 1984 w Nagura rozpoczęły się izraelsko-libańskie rozmowy o wycofaniu wojsk izraelskich z Libanu. Na mocy zawartego porozumienia od 20 stycznia 1985 Izraelczycy rozpoczęli stopniowe wycofywanie swoich oddziałów, które zakończono 10 czerwca.

### Rozprawa z sunnitami
Wykorzystując osłabienie rządowych wojsk libańskich, szyici postanowili rozprawić się z siłami sunnitów w Libanie. Sunnici z milicji Al-Murabitun byli najbliższymi sojusznikami Palestyńczyków z OWP i w ostatnich walkach opowiedzieli się po stronie druzyjskich milicji. Ofensywa szyickiej milicji Amal wspieranej przez Syryjczyków rozpoczęła się 15 kwietnia 1985. Po serii krwawych starć oddziały sunnickie zostały rozbite. 19 maja szyici zaatakowali obozy palestyńskich uchodźców Sabra, Shatila i Buri el-Baraineh w Bejrucie (tzw. „wojna o obozy”). Obozy zostały zrównane z ziemią. Zginęło co najmniej 635 palestyńskich cywilów.

## Bilans wojny

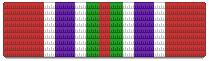
Izraelska baretka za udział w wojnie libańskiej

Straty arabskie w wojnie szacuje się na 17 825 zabitych, chociaż nigdy Palestyńczycy, Libańczycy lub Syryjczycy nie przedstawili dokładnych statystyk. Straty izraelskie wyniosły 675 zabitych.

### Strefa bezpieczeństwa
10 czerwca 1985 izraelska armia wycofała się z Libanu, pozostawiając jedynie niewielką „strefę bezpieczeństwa”, o szerokości od 3 do 15 km. Za bezpieczeństwo „strefy” odpowiadały chrześcijańskie oddziały Armii Południowego Libanu, wspierane przez nieliczne izraelskie jednostki.
Koncepcja utrzymania „strefy bezpieczeństwa” na granicy izraelsko-libańskiej opierała się na taktyce utworzenia „wyprzedzającej tarczy”, która miała wyłapywać wszystkie arabskie uderzenia zanim dotarłyby do terytorium Izraela. W tym celu we wszystkich strategicznych punktach utworzono ufortyfikowane bazy oraz punkty obserwacyjne. Wykorzystując przewagę technologiczną starano się paraliżować działalność przeciwnika. Główna baza izraelskiej armii w Libanie została utworzona w miejscowości Dżazzin. To stąd prowadzono wszystkie operacje wywiadowcze i akcje sił specjalnych. Armia Południowego Libanu utworzyła kompleks więzienny w Khiam, który zasłynął ze stosowania okrutnych metod tortur wobec islamskich więźniów.
Dodatkowo na granicy izraelsko-libańskiej wybudowano nowoczesny system zabezpieczeń. Wojska straży granicznej wzmocniono dodatkowymi batalionami piechoty i wypracowano najbardziej korzystny model współpracy marynarki, sił powietrznych i sił lądowych, które wspólnie realizowały wyznaczone im cele. Zapewniało to względną stabilizację na libańskiej granicy. Pomimo to, ataki szyickiego Hezbollahu wciąż trwały. W latach 1985–1990 doszło do 2,4 tys. incydentów zbrojnych, w których zginęło 41 izraelskich żołnierzy, a 181 zostało rannych. Dodatkowo duże straty ponosiła Armia Południowego Libanu, która straciła w tym okresie 416 żołnierzy.
W dniach 21–23 maja 2000 roku Izrael ostatecznie opuścił „strefę bezpieczeństwa” w południowym Libanie.

## Konsekwencje wojny
Z punktu widzenia Izraela wojna libańska zakończyła się ograniczonym sukcesem. Niepodważalnie siły OWP zostały usunięte z Libanu, a infrastruktura palestyńskich grup terrorystycznych została zniszczona. Doprowadziło to Jasera Arafata do podjęcia decyzji o rozpoczęciu rozmów pokojowych z Izraelem. Jednak na miejscu rozbitego OWP w Libanie pojawił się o wiele groźniejszy przeciwnik, w postaci Hezbollahu.
Dużym sukcesem militarnym było osłabienie potencjału bojowego syryjskiej armii, która poniosła największe straty w siłach powietrznych. Zwycięstwo podniosło status izraelskiej armii, która bardzo ucierpiała od publicznej krytyki w następstwie wojny Jom Kipur.
Do niekorzystnych skutków wojny należy wymienić pojawienie się szyickiej organizacji terrorystycznej Hezbollah, która stopniowo nabierała siły dążąc do przejęcia władzy w Libanie. Wojna libańska okazała się niezwykle kosztowna dla Libanu. Libańska Rada Rozwoju i Odbudowy oceniła koszty odbudowy zniszczeń wojennych na 2 mld $.